# Saman Ghoddus
Saman Ghoddus (ur. 6 września 1993 w Malmö) – irańsko-szwedzki piłkarz, występujący na pozycji napastnika w emirackim klubie Kalba FC oraz w reprezentacji Iranu. Uczestnik Mistrzostw Świata 2018 i 2022.
Reprezentant Szwecji jak i Iranu. Wychowanek Limhamn Bunkeflo, w swojej karierze grał także w takich zespołach jak Amiens SC, Brentford, Trelleborgs FF, Syrianska FC oraz Östersunds FK.